# Heinrich Jordis-Lohausen
Heinrich Jordis-Lohausen (* 6. Januar 1907 in Klagenfurt als Heinrich Freiherr Jordis von Lohausen; † 31. August 2002 in Graz) war ein Berufsoffizier des österreichischen Bundesheeres mit dem letzten Dienstgrad General sowie Publizist zu geopolitischen Themen mit völkischer und deutschnationaler Ausrichtung.

## Leben

### Militärischer Werdegang
Jordis-Lohausen entstammt einer österreich-ungarischen Offiziersfamilie; sein Vater war Kavallerieoffizier. 
Er studierte zunächst Rechtswissenschaften an der Universität Graz und wurde 1925 Offizieranwärter der Artillerie im Bundesheer der Ersten Republik. 
1938 wurde er als Hauptmann in die Wehrmacht übernommen. Er diente an mehreren Fronten im Zweiten Weltkrieg (Polen, Frankreich und Libyen) und war Verbindungsoffizier von Generalfeldmarschall Erwin Rommel in Afrika. 1936 durchlief er den Generalstabslehrgang in Wien und 1938/39 die Kriegsakademie in Berlin. Ende der 1940er Jahre arbeitete er in der Deutschen Botschaft in Rom. Nach einer kurzzeitigen Kriegsgefangenschaft war er kulturpolitischer Mitarbeiter des österreichischen Alpensenders und von Radio Bremen. 
1955 trat er auf einen Dienstposten im Bundesministerium für Landesverteidigung in das neugegründete Bundesheer ein. Er war im Rang eines Obersts des Generalstabs Militärattaché von Österreich in Großbritannien (1957–1959) und Frankreich (1960–1966). Sein letzter Dienstgrad im österreichischen Bundesheer war der eines Generals.

### Publizistik
Nach der Pensionierung veröffentlichte er geopolitische Schriften mit völkischer und deutschnationaler Ausrichtung. Er publizierte unter dem Namen Heinrich Jordis von Lohausen.
Er ist in der extremen Rechten „einer der Großmeister des geopolitischen Denkens nach 1945“. In seinem Buch Mut zur Macht. Denken in Kontinenten stellte er 1981 fest: „Weltpolitik läßt sich heute mit gleichem Recht als Kampf der Rassen und Weltanschauungen begreifen wie als solchen der Kontinente.“ Mit der Lage Deutschlands rechtfertigte Jordis-Lohausen deutsche Angriffskriege. Im Buch Reiten für Russland entwarf er 1998 die Vision einer gegen die USA gerichteten, deutsch-russischen Allianz auf völkischer Grundlage. Denken in Völkern (2001) betont stärker die völkische Komponente seines deutschen Machtstaats aus Mut zur Macht.

## Schriften (Auswahl)
- Die Strategie der Entspannung. 3. Auflage. R-und-S-Verlag, Bonn 1973, DNB 750044616
- Mut zur Macht. Denken in Kontinenten. Vowinckel-Verlag, Berg am See 1981, ISBN 3-921655-16-0
- Reiten für Russland. Gespräche im Sattel. Stocker, Graz 1998, ISBN 3-7020-0831-4.
- Denken in Völkern. Die Kraft von Sprache und Raum in der Kultur- und Weltgeschichte. Stocker, Graz 2001, ISBN 3-7020-0918-3.